# Composizione (telefonia)
La composizione di un numero, in telefonia, è quell’azione che permette l’avvio di una comunicazione (telefonata) tramite l’inserimento di una sequenza di cifre associate ad un utente (numero telefonico) operando sul disco selettore o sulla tastiera di un telefono.

## Tipologie

### Telefono a disco
Prima che Almon Strowger inventasse il sistema di commutazione automatica nel 1891, le connessioni telefoniche consistevano nel far girare una maniglia per generare una tensione, che a sua volta azionava una campana sulla scheda dell'operatore in remoto; l'operatore, a quel punto, si metteva in linea con l'abbonato, aumentando poi la tensione sul telefono del destinatario ed avvisandolo così di una chiamata in arrivo. Una volta avvertito, l'operatore avrebbe unificato la conversazione dei due abbonati andando ad usare usando un cavo a terminazione jack.
Successivamente, con l’avvento del sistema Strowger (introdotto per la prima volta commercialmente a La Porte, Indiana), il numero veniva composto usando due tasti del telegrafo. L’abbonato, ad esempio, pigiava otto volte sul primo e poi tre volte sul secondo per ottenere il numero “83”. Una volta introdotto ad Albion, New York nel 1899, tuttavia, i tasti sarebbero stati rimpiazzati da un disco rotatorio.

## Composizione con tasti sonori (multifrequenza)

Disposizione di una tastiera DTMF

Introdotta al pubblico nel 1963 da AT&T, il sistema di composizione con tasti sonori ha decisamente accorciato i tempi di avvio di una telefonata, abilitando altresì la possibilità di avviarla in forme a più lungo raggio usando toni ad una certa frequenza audio, impossibili tramite il vecchio sistema a disco, poiché questo generava diretti impulsi elettrici che dovevano essere decodificati dall’ufficio locale.
Nel concreto, il sistema è costituito da sedici tasti, suddivisi su una matrice 4x4, in cui ognuno produce una combinazione di due toni a diverse frequenze audio, determinate dalla loro posizione sulla tastiera. Ogni colonna ed ogni riga ha una frequenza distinta assegnatale, generando così un totale di ben sedici segnali di multi frequenze bitonali (DTMF). Le più antiche tastiere, invece, utilizzavano solamente i tasti dall’1 al 9 e lo 0, poiché tutti i tasti ulteriori vennero introdotti per sopperire alle necessità dei computer o per specifiche funzioni di vario tipo. A partire dal 1967, infine, i tasti asterisco (*) e cancelletto (#) vennero aggiunti su tutti i modelli. I tasti A, B, C, D, invece, vennero utilizzati come segnali prioritari (FO, F, I, e P) nel sistema AUTOVON, in uso presso le Forze armate statunitensi.
Gli iniziali design dei tasti, infine, prevedevano un operato meccanico, cosicché ciascun tasto attivava particolari combinazioni di  activated certain combinations of condensatori ed induttori di un oscillatore, mentre versioni più recenti usavano la logica dei chip dei semiconduttori per sintetizzare tali frequenze. I toni sono decodificati dall’apparecchio ricevente per determinare la combinazione di cifre espressa dall’utente.
Di seguito le registrazioni delle frequenze di ciascun tasto:
|        | 1209 Hz | 1336 Hz | 1477 Hz | 1633 Hz |
| ------ | ------- | ------- | ------- | ------- |
| 697 Hz | 1 ⓘ     | 2 ⓘ     | 3 ⓘ     | A ⓘ     |
| 770 Hz | 4 ⓘ     | 5 ⓘ     | 6 ⓘ     | B ⓘ     |
| 852 Hz | 7 ⓘ     | 8 ⓘ     | 9 ⓘ     | C ⓘ     |
| 941 Hz | * ⓘ     | 0 ⓘ     | # ⓘ     | D ⓘ     |

Ad esempio, il tasto 1 produce un’imposizione di toni tra le 697 e le 1209 hertz (Hz).